# Tr'Hy
Tr'Hy là một xã thuộc huyện Tây Giang, tỉnh Quảng Nam, Việt Nam.
Xã Tr'Hy có diện tích 81,60 km², dân số năm 2019 là 1.427 người, mật độ dân số đạt 18 người/km².